# Delma S. Arrigoitia
Delma S. Arrigoitia Peraza, PhD, J.D. (Arecibo, 10 de febrero de 1945 – 8 de enero de 2023) fue una historiadora, escritora, educadora, abogada puertorriqueña, cuyas obras publicadas cubren la vida y obra de algunos de los políticos más prominentes de Puerto Rico de principios del siglo XX. Arrigoitia fue la primera persona en la Universidad de Puerto Rico en obtener una maestría en el campo de la historia. Después de la defensa de tesis de su doctorado en historia, por la Universidad de Fordham de Nueva York, ayudó a desarrollar la Escuela de posgrado en historia, de la Universidad de Puerto Rico, y enseñó allí durante años. Falleció el 8 de enero de 2023.

## Biografía
Arrigoitia nació en la ciudad de Arecibo, hija de Enrique Arrigoitia y de su esposa Consuelo Peraza. Su padre tenía dos hijos de un primer matrimonio, pero al vivir ellos con su madre, Delma creció con la pareja, principalmente como so fuera hija única. Siempre se sintió intrigada ante la lectura de libros. Uno de sus hermanos es médico, y el otro tiene un doctorado en literatura.
Vino de una familia distinguida, amando la educación y la cultura, lo que le sirvió de inspiración. Recibió su educación primaria en el Colegio San Felipe de Arecibo y su enseñanza media y superior en la Escuela Superior (University High School o UHS) de la Universidad de Puerto Rico (también conocida por su acrónimo de UPR) en Río Piedras. Arrigoitia obtuvo una licenciatura en historia en dicha casa de altos estudios, donde también fue una estudiante galardonada con el Magna Cum Laude, con el promedio más alto en su actividad académica.
Arrigoitia continuó sus estudios y, en 1966, se convirtió en la primera persona de la Universidad de Puerto Rico en obtener una maestría en historia. Su tesis fue: La Diputación Provincial de Puerto Rico, 1820-23.
Durante un corto período de tiempo, Arrigoitia enseñó humanidades en la Universidad de Puerto Rico; y luego estudió derecho, obteniendo el grado Juris Doctor. Practicó en la firma de abogados de Hartzell, Ydrach, Mellado, y Santiago, para luego decidirse a trasladarse a Nueva York, estudiando en la Universidad Fordham, para obtener un título de doctorado en historia. Allí finalmente defendió una tesis sobre José de Diego. Más tarde, sería publicada por el Instituto de Cultura Puertorriqueña, titulado como José de Diego, el Legislador.
En ese libro, y en sus biografías posteriores, Arrigoitia se basó en su experiencia legal para analizar y comprender las leyes creadas por los sujetos de sus biografías políticas, y su influencia en la situación económica y política de Puerto Rico en relación con los Estados Unidos.

## Carrera académica
Arrigoitia regresó a la UPR, y allí ayudó a establecer, como coordinadora, la primera Escuela de posgrado de la institución, ofreciendo un doctorado en historia. Y escribió la biografía de Eduardo Georgetti, un millonario de Puerto Rico, que fue una figura política prominente, titulándola Eduardo Giorgetti y Su Mundo: La Aparente Paradoja de un Millonario Genio Empresarial y Su Noble Humanismo. Durante sus años en la universidad, escribió un manual de normas y reglamentos para profesores universitarios. La Middle States Association (MSA) ahora requiere el cumplimiento de ese manual, como requisito previo para la acreditación de la UPR por el MSA.
Arrigoitia también viajó por todo Puerto Rico, dando conferencias sobre De Diego y Giorgetti.
A finales de 1990, Arrigoitia se interesó en escribir un libro sobre Antonio Rafael Barceló, el primer presidente del Senado de Puerto Rico. Además, el propio Senado ofreció su apoyo durante la fase de investigación para Puerto Rico Por Encima de Todo: Vida y Obra de Antonio R. Barcelo, 1868-1938. El libro recibió reconocimiento por parte de la Fundación Luis Muñoz Marín. En 2010, también fue señalado como el mejor libro del año en investigación y crítica por el Ateneo Puertorriqueño, fundado en 1876.

## 2002 al 2023
Desde su retiro en 2002 de la universidad hasta su muerte, Arrigoitia se concentró en la escritura de libros. En 2012, publicó "Introducción a la Historia de la Moda en Puerto Rico". El libro, que fue solicitado por la diseñadora de alta costura Carlota Alfaro, cubre quinientos años de historia de la industria de la moda en Puerto Rico. Arrigoitia está trabajando en un libro sobre las mujeres, que han servido en la Legislatura de Puerto Rico, según lo solicitado por el expresidente de la Cámara de Representantes, Jennifer González. Arrigoitia también está planeando un libro sobre la Primera Cámara de Delegados (de 1900 a 1903) de Puerto Rico.
Arrigoitia apareció en el diario local El Vocero, en la sección Escenarios - Literatura, por ejemplo en el artículo titulado "Los Tres Hombres de Delma", el 27 de marzo de 2010. Y el 5 de abril, apareció en la sección Vidas Únicas en El Nuevo Día, otro periódico local, en un artículo titulado Exploradora del Genio Patrio. Arrigoitia residió en Parque Océano, Santurce, San Juan, Puerto Rico.

## Algunas publicaciones

### Libros
- 1991, Jose De Diego el legislador, San Juan: su visión de Puerto Rico en la historia (1903-1918). Ed. Instituto de Cultura Puertorriqueña; LCCN: 93114065; LC: F1978.D54 A77 600 pp.
- 2002, Eduardo Giorgetti Y Su Mundo: La Aparente Paradoja De Un Millonario Genio Empresarial Y Su Noble Humanismo. Ediciones Puerto; 225 pp. (ISBN 0-942347-52-8); (ISBN 978-0-942347-52-4)
- 2008, Puerto Rico Por Encima de Todo: Vida y Obra de Antonio R. Barceló, 1868-1938. Ediciones Puerto; 466 pp. (ISBN 978-1-934461-69-3)
- 2012, Introducción a la Historia de la Moda en Puerto Rico. Editorial Plaza Mayor; 409 pp. (ISBN 1-56328-376-X); (ISBN 978-1-56328-376-5)
- 2012, Para un palacio un Caribe. con José Gualberto Padilla, Manuel del Palacio, Elsa Tió, Rafael Cox Alomar, Violeta Sánchez, Manuel Fernós, Mariano Abril. Editorial de la Univ. Interamericana de Puerto Rico, 195 pp. (ISBN 0-9834451-0-9), (ISBN 978-0-9834451-0-4)

## Honores
Arrigoitia fue galardonada con el "Premio Nacional del Instituto de Literatura". Es el más alto honor otorgado a un autor en Puerto Rico. El libro ganó un primer premio de $ 6.000, presentando a Arrigoitia en una ceremonia en julio de 2010.